# Курський повіт

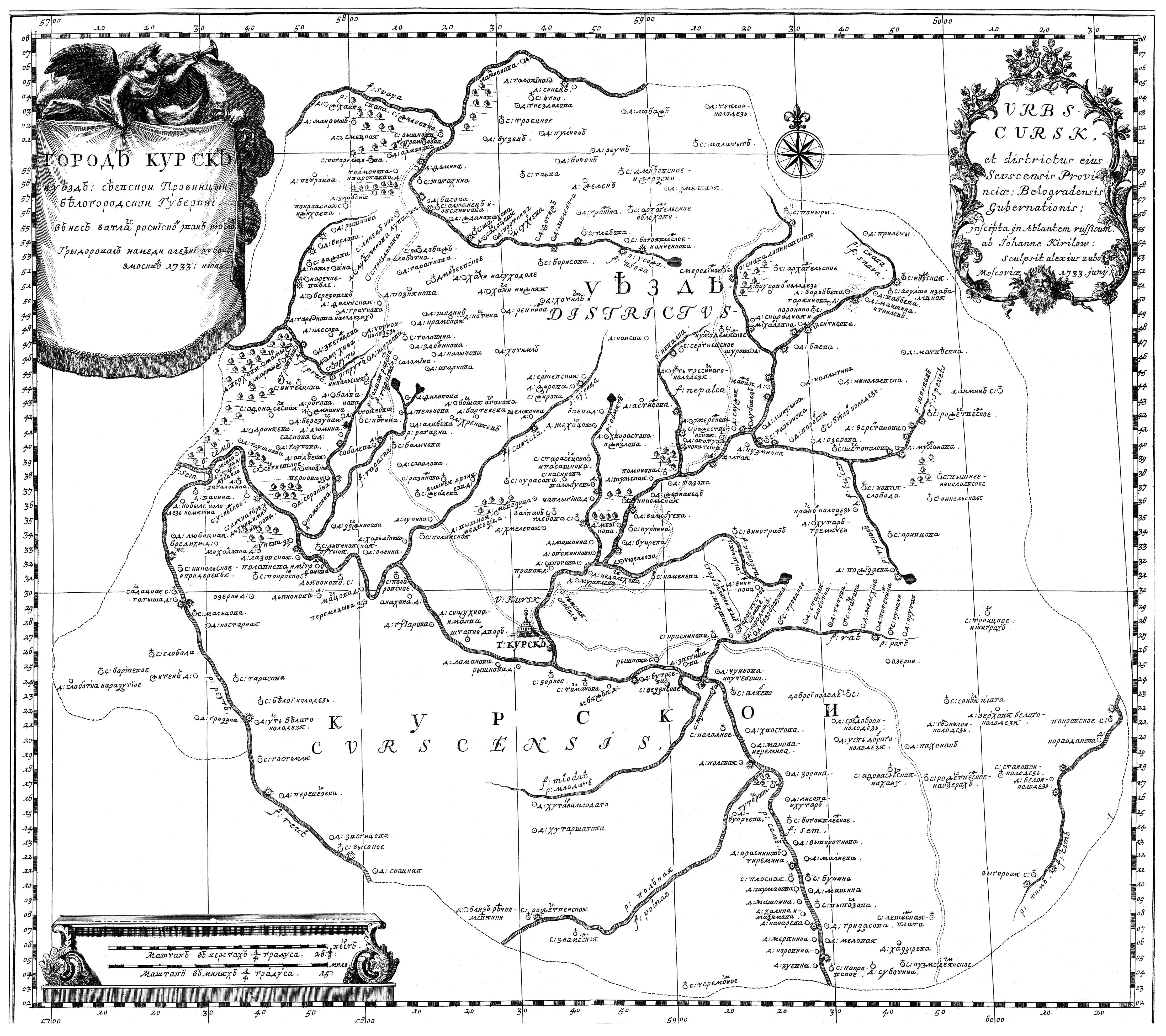
Курський повіт. Атлас Всеросійської імперії І. К. Кирилова 1722—1737 рр.

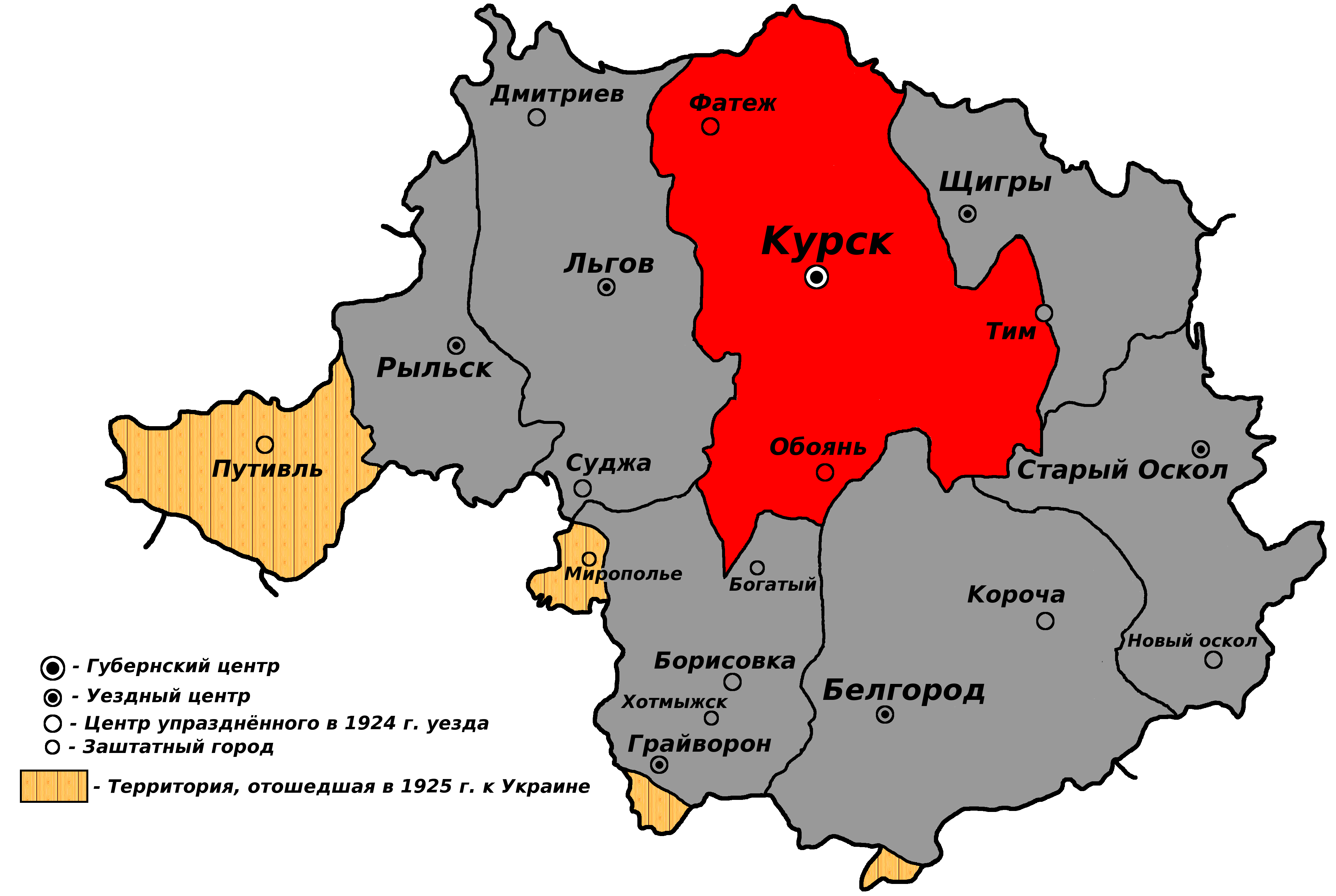
Курський повіт у складі Курської губернії РРФСР (1924—1928 рр.)

Курський повіт — адміністративно-територіальна одиниця Російської імперії, а потім (після революції) РРФСР. Повіт входив до складу: Білгородської губернії (1727–1779), Курського намісництва (1779–1797) та Курської губернії (1797–1928). Повітовим центром було місто Курськ, яке у 1779–1928 роках був також губернським центром.

## Історія
Курський повіт відомий як адміністративно-територіальна одиниця з кінця XVI століття. До середини XVII століття його площа досягла 1200 тис. десятин (≈13110 км²), 12 % цієї території складала ріллю. До 1779 року повіт складався з Курицького, Підгородного, Обм'яцького, Тускорського та Усозького станів.
До 1719 року Курський повіт став найбільш населеним у Чорнозем'ї. Тільки чоловіків-однодвірців тут налічувалося 29,2 тис., селян — 27,7 тис..
У 1727 році повіт увійшов до складу Білгородської губернії. У XVIII столітті повіт займав велику площу, яка в 1779 році, після утворення Курського намісництва, була розділена між Курським, Дмитріївським, Тимським, Фатезьким та Щигровським повітами.
З липня 1919 року по листопад 1919 року територія повіту входила до складу Харківської області «білого» Півдня Росії.
Кордони повіту, визначені 1779 року, існували без значних змін до 1924 року.
У 1918—1924 роках багаторазово переглядався склад і назви волостей і сільрад, що входили в повіт.
Ухвалою Президії ВЦВК від 12 травня 1924 року до складу Курського повіту увійшла територія Фатезького та частин Обоянського, Тимського, Щигровского повітів.
У 1928 році, у зв'язку з переходом держави з губернського на обласний, окружний і районний поділ, Курський повіт був скасований. На території колишніх Курського та Щигровського повітів був утворений Курський округ, що входив до складу Центрально-Чорноземної області. Округ був поділений на 14 районів, серед інших було створено Курський район.

## Керівництво повіту
Повітові предводителі дворянства
- 1782—1784 Анненков І. П.
- 1828—1831 Шеховцов І. П.
- 1832—1838 Пузанов Н. А.
- 1839—1841 Шеховцов І. П.
- 1842—1842 Пузанов Н. А.
- 1843—1849 Бєлєвцов Д. Н.
- 1852—1855 Анненков П. М.
- 1860—1863 Анненков П. М.
- 1884—1890 Анненков Н. П.
- 1890—1892 Волков П. П.
- 1892—1896 Суковкін Н. І.
- 1906—1917 Офросімов Н. А

Земські начальники

## Адміністративний поділ
У 1890 році до складу повіту входило 15 волостей:
| № з/п | Волость        | Волосне правління | Число поселень | Населення |
| ----- | -------------- | ----------------- | -------------- | --------- |
| 1     | Довгівська     | с. Довге          | 15             | 17270     |
| 2     | Дияконівська   | с. Дияконово      | 28             | 18248     |
| 3     | Козацька       | сл. Козацька      | 10             | 7166      |
| 4     | Каменевська    | с. Каменеве       | 21             | 10907     |
| 5     | Колодненська   | с. Колодне        | 11             | 5970      |
| 6     | Муравлівська   | с. Муравлеве      | 19             | 9540      |
| 7     | Рождественська | с. Рождественське | 34             | 15346     |
| 8     | Ришковська     | с. Ришкове        | 34             | 10986     |
| 9     | Спаська        | с. Спаське        | 16             | 8314      |
| 10    | Старковська    | с. Старково       | 47             | 17714     |
| 11    | Стрілецька     | сл. Стрілецька    | 6              | 4925      |
| 12    | Троїцька       | с. Бесідино       | 39             | 12733     |
| 13    | Чаплигінська   | д. Чаплигіна      | 41             | 11143     |
| 14    | Черемошнянська | с. Чермошне       | 16             | 6392      |
| 15    | Ямська         | сл. Ямська        | 1              | 6500      |

У 1913 році в повіті також було 15 волостей.

### 1926 рік
У 1926 році до складу укрупненого Курського повіту входило 18 волостей та 282 сільради. Нижче наведено список волостей:
| №  | Волость        | Адміністративний центр |
| -- | -------------- | ---------------------- |
| 1  | Алісовська     | с. Алісово             |
| 2  | Анпілогівська  | с. Анпілогове          |
| 3  | Бесідинська    | с. Бесідино            |
| 4  | Бобришевська   | с. Бобришево           |
| 5  | Довгівська     | с. Довге               |
| 6  | Золотухинська  | м. Золотухино          |
| 7  | Ленінська      | с. Леніно              |
| 8  | Луб'янська     | с. Луб'янка            |
| 9  | Медвенська     | сл. Медвенка           |
| 10 | Нижньореутська | с. Нижній Реут         |
| 11 | Обоянська      | м. Обоянь              |
| 12 | Понировська    | м. Понирі              |
| 13 | Рибинська      | сл. Рибинські Буди     |
| 14 | Ришковська     | с. Ришкове             |
| 15 | Сазанівська    | с. Сазанівка           |
| 16 | Солнцевська    | п. Солнцево            |
| 17 | Фатезька       | г. Фатеж               |
| 18 | Ямська         | сл. Ямська             |